# عکاسی برهنه

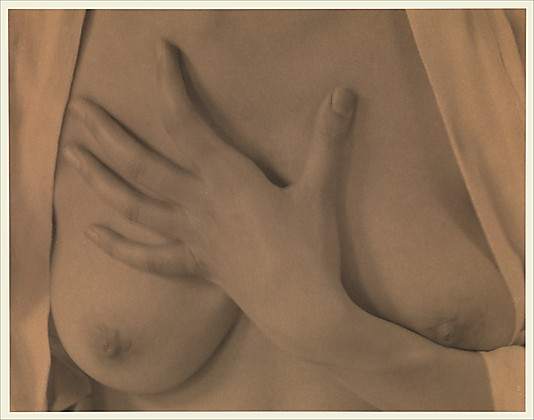
عکسی از دست و پستان ۱۹۱۹ گرفته شده توسط آلفرد اشتیگلیتس.

عکاسی برهنه زیرشاخه‌ای از عکاسی هنری است که در آن بدن برهنه و لخت انسان به تصویر کشیده می‌شود. این نوع عکاسی، بر سوژه و رفتار او نسبت به تمایلات جنسی‌اش تأکید می‌کند. عکاسی برهنه با عکاسی شهوانی و پورنوگرافی تفاوت دارد.
بسیاری از عکاسان معتقدند عکاسی برهنه تقدم اندام بدن نسبت به چهره است، یعنی برخلاف عکاسی پرتره که محور اصلی عکس، چهره و صورت سوژه است، در عکاسی برهنه محور اصلی، نشان‌دادن بدن برهنهٔ انسان با خط و فرم‌های طبیعی اندام‌هاست.
عکاسان این نوع عکاسی، گاهی از نور و سایه‌های شدید، پوست روغن زده شده و آرایش در سراسر بدن به منظور نشان دادن زیبایی و ساختار بدن استفاده می‌کنند.
در واقع می‌توان گفت عکاس از این طریق سعی در نشان دادن انسان و تمام زیباییش آنچنان که هست، بدون بهره‌گیری از زیبایی لباس، دکور و دنیای پیرامونی بپردازد.
سوژه‌های عکاسی برهنه عمدتاً زنان هستند هرچند که از مردان نیز عکسبرداری می‌شود. بسیاری از عکاسان همچون، ادوارد وستون، روت برنهارد و جری آوینم در تلاش بودند تا بین عکاسی پورنوگرافی و عکاسی برهنه تفاوت ایجاد کنند؛ آن‌ها ترجیح می‌دادند از اصطلاحات نقاشی استفاده کنند تا مرز بین پورنوگرافی و هنر مشخص باشد؛ آثار بعدی رابرت مپل‌تورپ در برجسته‌کردن این خطوط تمایز کمک بسیاری کرد.